# バントゥー祖語
バントゥー祖語はベヌエ・コンゴ語群の下位区分であるバントゥー諸語の共通の祖先として再構される言語である。これは今日のカメルーンの位置する地域の西あるいは中央アフリカで最初話されていたと考えられている。おおよそ3000から4000年前、バントゥー人の拡散（英語版）が南と東に向かって始まったとき、これは他の南部バントイド諸語（英: Southern Bantoid languages）から分離した。この言語が拡散した方法に関しては二つの説が提唱されている。ひとつはバントゥー語を話す人々は第一にコンゴ地域に移動した後、語派が分離して東アフリカに移動したというもので、より可能性の大きいもう一つは二つの集団が最初から分離しており、ひとつがコンゴ地域に向かい、残りのひとつが東アフリカに向かったというものである。
他の祖語のように、バントゥー祖語にも記録は存在しない。この単語と発音は言語学者によって再構されたものである。今日のバントゥー諸語を基礎として再構されてきた共有されている語彙から、農業・釣り・ボートの使用がはすでに、バントゥー人の拡散の前にバントゥー人（バントゥー系諸民族）に知られていたが、製鉄に関してはまだ知られていなかったと考えられる。このゆえに、拡散の開始の時期は紀元前3000年から紀元前800年に置かれる。
一つの統一された言語としてのバントゥー祖語が実際にバントゥー人の拡散の前に存在したのか、または、もしわれわれがその時代に遡ったら、一つの言語ではなく関連付けられた方言の集団が見られるのかに関しての疑問は継続している。Roger Blenchというある研究者は「極めて多様なA地域の言語を純粋な再構に結びつける比較言語学からの議論は存在しない。ほとんどの主張されているバントゥー祖語は特定の下位集団に結び付けられるか、正確なバントゥーの外にひろく例証されるかのどちらかである（“The argument from comparative linguistics which links the highly diverse languages of zone A to a genuine reconstruction is non-existent. Most claimed Proto-Bantu is either confined to particular subgroups, or is widely attested outside Bantu proper.”の試訳）」と書いている。この観点によれば、バントゥーは最終的に（さらに大きな）南部バントイド語派に属するたくさんの小さな語群を結びつける、多系統的な集団である。

## 脚註
1. ↑  Erhet & Posnansky, eds. (1982), Newman (1995)
2. ↑  Dimmendaal, Gerrit J. (2011). Historical Linguistics and the Comparative Study of African Languages, pp. 337ff.
3. ↑  Newman (1995), Shillington (2005)
4. ↑  Vansina (1995) quoted by Schadeberg, T. C. in Nurse, D. & Philippson, G. (eds) (2006) The Bantu Languages, p. 160.
5. ↑  Blench, Roger [1]. Paper circulated before the Niger-Congo conference of September 2012.